# فرودگاه محلی اسکجت

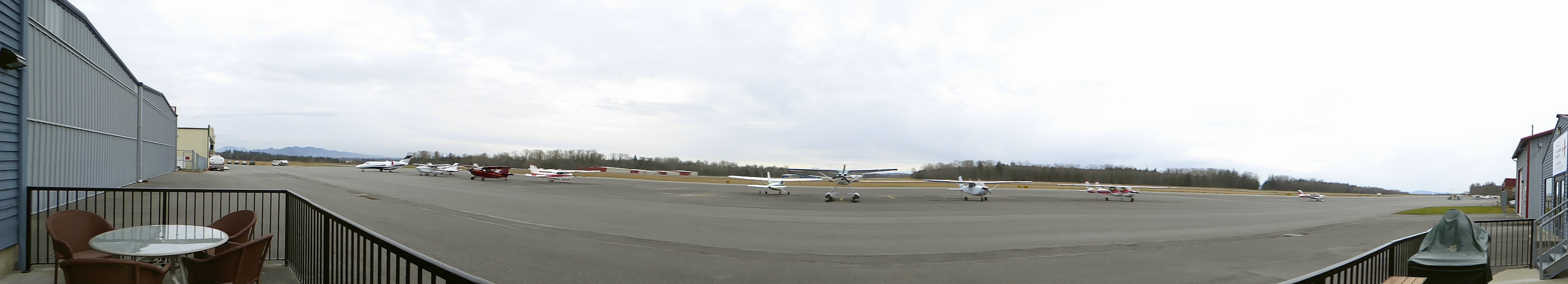

فرودگاه محلی اسکجت (به انگلیسی: Skagit Regional Airport) یک فرودگاه همگانی بهره‌برداری هوایی با کد یاتا MVW است که یک باند فرود آسفالت دارد و طول باند آن ۹۱۴ متر است. این فرودگاه در شهر برلینگتون، واشینگتن کشور ایالات متحده آمریکا قرار دارد و در ارتفاع ۴۴ متری از سطح دریا واقع شده است.